# Club Deportivo América
O Club Deportivo América, também conhecido como América de Quito ou simplesmente América, é um clube esportivo equatoriano da cidade de Quito, fundado em 25 de novembro de 1939. Sua principal atividade é o futebol, onde atualmente participa da Primera División (ou LigaPro), a primeira divisão do futebol profissional do Equador. Manda seus jogos no Olímpico Atahualpa, também localizado em Quito, que tem capacidade aproximada para 35.258 torcedores.
Seus maiores êxitos na Primeira Divisão do Campeonato Equatoriano de Futebol foram os vices de 1969 e 1971. Nas divisões inferiores, o clube já conquistou a Segunda Divisão em 1978 e a Terceira Divisão em 2016. A nível continental, o clube também detém o título da Recopa Sul-Americana de Clubes (ou Copa Ganhadores de Copa de 1971, que foi a segunda e última edição do torneio. Diferente da edição anterior, esta teve caráter amistoso, em virtude da desistência de alguns participantes.

## Títulos
| NACIONAIS        | NACIONAIS         | NACIONAIS | NACIONAIS                                             |
| Divisão          | Competição        | Títulos   | Temporadas                                            |
| ---------------- | ----------------- | --------- | ----------------------------------------------------- |
| Primeira Divisão | Primera División  | 0         | Vice-campeão: 1969, 1971                              |
| Segunda Divisão  | Serie B           | 1         | 1978–II Vice-campeão: 1974–I, 1976–II, 1982–II, 2018. |
| Terceira Divisão | Segunda Categoría | 1         | 2016                                                  |